# إثيل أندرسون
إثيل أندرسون (بالإنجليزية: Ethel Anderson)‏ هي رسامة وكاتِبة وشاعرة أسترالية، ولدت في 16 مارس 1883، وتوفيت في 4 أغسطس 1958.